# PSR J0357+3205
PSR J0357+3205 (of kortweg PSR J0357) is een ongewone pulsar, in het sterrenbeeld Perseus, op een afstand van 1,600 lichtjaar van de aarde. De pulsar is ongeveer 500.000 jaar oud. De pulsar is oorspronkelijk ontdekt door de Fermi Gamma-Ray Space Telescope in 2009. De staart van de pulsar is zeldzaam en is 4,2 lichtjaar lang. Chandra-gegevens laten zien dat het zou kunnen dat het is veroorzaakt doordat energetische deeltjes worden uitgestoten spiraalsgewijs rond magnetische veldlijnen bewegen, een ander theorie is dat het door supersnelle beweging de deeltjes, waarbij de pulsarwind achterblijft, omdat de deeltjes worden teruggeslingerd door de interactie van de pulsar met het gas dat hij tegenkomt. Deze interpretatie kan echter wel of niet correct zijn voor PSR J0357, met verschillende problemen die verklaard moeten worden. De gegevens van Fermi laten zien dat PSR J0357 een kleine hoeveelheid energie verliest naarmate zijn rotatie met de tijd vertraagt.